# 阿布拉
阿布拉（英語：Gadiaga Al Abdoullah，2005年6月4日—）是塞內加爾男子籃球運動員，場上主打後衛位置。

## 生平
阿布拉出生在臺灣，擁有中華民國與塞內加爾雙重國籍，進入松山高中前不曾接受過正規籃球訓練，阿布拉身高不到170公分，成為松山高中隊史身高最矮球員以及首位黑人球員。

## 外部連結
- 阿布拉的Instagram帳戶